# Weikartslauter
Weikartslauter ist ein Gemeindeteil der Gemeinde Kirchlauter im unterfränkischen Landkreis Haßberge in Bayern. Aufgrund der Lage zwischen Hecklesmühle und Hasenmühle führt der Weiler auch den Namen Mittelmühle.

## Geographie
Weikartslauter liegt im südlichen Teil des Naturparks Haßberge an der Lauter. Die Staatsstraße 2281 von Kirchlauter nach Lauter führt durch den Ort mit seinen drei Höfen. Bamberg befindet sich etwa 20 Kilometer südöstlich von Hasenmühle.

## Geschichte
Der Ortsname geht vermutlich auf den Personennamen Wighard oder Swidger zurück, der an der Lauter eine Siedlung und Mühle gründete.
In dem Urbar der Bamberger Benediktinerabtei Kloster Michelsberg von 1251 wurden in „Wicgersluter“ sechs Güter und eine Mühle zusammen mit „Lewther“ (Kirchlauter) aufgeführt. Ab 1502 erwarben die von Guttenberg die Mühle und Siedlung. 1513 gehörte „Schweickerslauter“ zur Zent und 1538 zum Amt Eltmann. 1689 kam der Ort in das Amt und die Zent Kirchlauter. 1761 verbot der Dorfherr von Guttenberg den Bauern, unter anderem auch von Weikerslauter, nach Eltmann zu fahren. Nach 1803 verwalteten dieselben Behörden die Siedlung wie Kirchlauter.
1862 wurde die Ruralgemeinde Kirchlauter, bestehend aus fünf Orten, dem Hauptort Kirchlauter, den beiden Weilern Weikartslauter und Goggelgereuth sowie den Einöden Hecklesmühle und Winterhof in das neu geschaffene bayerische Bezirksamt Ebern eingegliedert. Weikartslauter zählte im Jahr 1871 19 Einwohner, die überwiegend katholisch waren und zur 1,5 Kilometer entfernten Pfarrei Kirchlauter gehörten, wo sich auch die katholische Bekenntnisschule befand. 1900 hatte die 647,48 Hektar große Gemeinde 467 Einwohner, von denen 454 Katholiken und 13 Protestanten waren, und 94 Wohngebäude. Weikartslauter zählte 13 Einwohner und 3 Wohngebäude. Die Anzahl der Wohngebäude betrug bei den folgenden Volkszählungen unverändert drei. 1925 lebten in dem Weiler Weikartslauter 16 Personen. Die evangelischen Einwohner gehörten zur 5,0 Kilometer entfernten Pfarrei in Jesserndorf.
1950 hatte Weikartslauter 18 Einwohner und 1970 15 Einwohner. 1987 wurden noch 7 Einwohner gezählt.